# Hrabstwo Lauderdale (Missisipi)
Hrabstwo Lauderdale (ang. Lauderdale County) – hrabstwo w stanie Missisipi w Stanach Zjednoczonych. Obszar całkowity hrabstwa obejmuje powierzchnię 715,28 mil² (1852,57 km²). Według szacunków United States Census Bureau w roku 2009 miało 79 099 mieszkańców.
Hrabstwo powstało w 1833 roku.

## Miejscowości
- Marion
- Meridian[4]

## CDP
- Collinsville
- Meridian Station
- Nellieburg
- Toomsuba[4]

| Populacja hrabstwa w poprzednich latach | Populacja hrabstwa w poprzednich latach |
| Rok                                     | Liczba ludności                         |
| --------------------------------------- | --------------------------------------- |
| 1980                                    | 75 932                                  |
| 1990                                    | 75 555                                  |
| 2000                                    | 78 161                                  |
| 2005                                    | 77 218                                  |